# Colpach-Bas
Colpach-Bas (en luxemburguès: Nidderkolpech; en alemany: Niedercolpach) és una vila de la comuna d'Ell, situada al districte de Diekirch del cantó de Redange. Està a uns 27 km de distància de la ciutat de Luxemburg.
Colpach-Bas està travessada per un petit torrent, el Koulbich, al llarg del parc del castell Colpach. El castell va pertànyer a Émile Mayrisch, un dels fundadors de la indústria siderúrgica de Luxemburg, incloent el Grup Arbed, ara Arcelor-Mittal. La seva vídua Aline Mayrisch, va donar el castell a la Creu Roja de Luxemburg i fa les funcions com a sanatori i convalescència.